# Tabanus obscurestriatus
Tabanus obscurestriatus är en tvåvingeart som beskrevs av Ricardo 1908. Tabanus obscurestriatus ingår i släktet Tabanus och familjen bromsar. Inga underarter finns listade i Catalogue of Life.